# 片江川
片江川（かたえがわ）は、福岡県福岡市の油山を源流とし、風致公園を貫流し福岡市城南区神松寺付近で一本松川に合流する準用河川である。

## 河川改修
昭和 59年度から準用河川改修事業等により一本松川合流点から南片江橋まで2510mの区間を対象に河川改修が実施されている。